# Плишке, Эрнст Антон
Эрнст Антон Плишке (нем. Ernst Anton Plischke; 26 июня 1903, Клостернойбург, Австрия — 23 мая 1992, Вена, Австрия) — австрийский и новозеландский архитектор, градостроитель и дизайнер. Ключевой представитель архитектурного модернизма в послевоенный период в Веллингтоне.

## Биография

### Ранние годы
Эрнст Плишке родился 26 июня 1903 года в Клостернойбурге, пригороде Вены. Он был старшим ребёнком в семье архитектора Антона Плишке (нем. Anton Plischke) и Эммы Пфланцер (нем. Emma Pflanzer).
В 1919 году в возрасте 16 лет поступил в Венскую школу искусств и ремёсел, где обучался в течение четырёх лет, три из которых у профессора Оскара Штрнада. Затем в 1923—1926 годах учился в Венской академии изобразительных искусств у профессора Петера Беренса. После учёбы работал в архитектурных бюро Петера Беренса и Йозефа Франка.
В 1929 году переехал в Нью-Йорк, где работал в архитектурном бюро Эли Жака Кана. Там же познакомился с Фрэнком Ллойдом Райтом. Однако после биржевого краха в октябре 1929 года Плишке потерял место в бюро и уже в начале 1930 года принял решение вернуться обратно в Австрию в связи с началом Великой депрессии в США. На пути в Вену он сделал остановку в Париже, где по инициативе своей будущей жены Анны Ланг (нем. Anna Lang) встретился с пионером архитектурного модернизма Ле Корбюзье.
Вернувшись из США, работал над проектом здания Бюро по трудоустройству в Лизинге, пригороде Вены, которое было построено в 1930—1931 годах. Позднее этот проект был признан его наиболее значительной и широко известной работой австрийского периода, а само здание — памятником архитектуры, как один из главных примеров архитектурного модернизма в Австрии.